# Мобула
Мобула (Mobula) — рід скатів родини Мантові (Mobulidae). Має 9 видів. Інша назва «малий морський диявол» або «риба-диявол».

## Опис
За будовою представники цього роду схожі на скатів з роду Манта. Голова велика та широка. Загальна ширина коливається від 1 до 5,2 м, вага може сягати 500 кг. Рот розташований на нижній поверхні голови, зуби є на обох щелепах. З боків голови присутні плавці-«роги» як у мант. Проте вони менші. Хвіст може бути наділений шипом-жалом. Зяброві щілини розташовані на нижній стороні, доволі широкі.

## Спосіб життя
Зустрічаються на глибинах від 150 до 2000 м. Мобули живуть невеликими зграйками в товщі води. Вони швидко плавають, змахуючи крилоподібними плавниками. Мобули часто вистрибують з води, іноді здійснюючи один за іншим цілу серію стрибків. Живляться планктонними ракоподібними і дрібною рибою. При спокійному плаванні головні плавники у них виставлені вперед, але, переслідуючи зграю риб, вони утворюють з цих плавників подобу лійки, через яку здобич направляється до рота.
Це яйцеживородні скати. Парування відбувається в товщі води. Самиця мобул виношує тільки одного ембріона, що отримує поживну маткову рідину тим же шляхом, як і зародок скатів-хвостоколів.
Рожеве м'ясо мобул дуже смачне, але вони ніде не виловлюються у великій кількості. Витягнений з води скат нерідко видає досить музичні звуки, схожі на дзвін.

## Розповсюдження
Мешкають у тропічних та субтропічних морях усіх океанів.

## Види
- Mobula eregoodootenkee  (Bleeker, 1859)
- Mobula hypostoma  (Bancroft, 1831)
- Mobula japanica  (Müller & Henle, 1841)
- Mobula kuhlii  (Müller & Henle, 1841)
- Mobula mobular  (Bonnaterre, 1788)
- Mobula munkiana  Notarbartolo-di-Sciara, 1987
- Mobula rochebrunei  (Vaillant, 1879)
- Mobula tarapacana  (Philippi, 1892)
- Mobula thurstoni  (Lloyd, 1908)